# 本多康桓
本多 康桓（ほんだ やすたけ）は、近江膳所藩の第7代藩主。康俊系本多家宗家7代。諱ははじめ忠邦だったが、膳所藩主家養子入り後に康祖、康桓と改めた。

## 生涯
正徳4年（1714年）、河内西代藩主（のち伊勢神戸藩主）本多忠統の長男として西代で生まれる。享保13年（1728年）12月21日に従五位下・丹後守に叙位・任官される。元文2年（1737年）4月7日に第6代藩主・本多康敏の養子となった。4月8日に隠岐守に遷任される。延享2年（1745年）9月1日に下総守に遷任される。延享4年（1747年）に康敏が死去したため、家督を継いだ。
宝暦10年（1760年）7月28日に隠岐守に再任される。明和2年（1765年）1月25日、長男の忠薫は病弱で廃嫡したため、弟の康政を養子として家督を譲り隠居する。隠居した後次第に病がちになり、明和6年（1769年）6月18日に死去した。享年56。

## 異説
越後長岡藩主牧野忠利の正室になった逸姫は、『寛政重修諸家譜』を初めとする公式記録では娘となっているが、越後長岡藩の史料『御附録』では実は康桓の義兄弟の牧野忠周の実子で故あって康桓の娘ということにしたとある。忠利の死去後に再び本多家に戻り、豊姫と改名して永井直珍と再婚した。

## 系譜
父母
- 本多忠統（実父）
- 本多康敏（養父）

正室
- 牧野忠寿の娘

子女
- 本多忠薫（長男）
- 本多康倍（次男）
- 逸姫[1] ー 牧野忠利正室のち永井直珍正室
- 本多康伴正室
- 京極高備継室

養子
- 本多康政 ー 実弟